# Micranurida forsslundi
Micranurida forsslundi is een springstaartensoort uit de familie van de Neanuridae. De wetenschappelijke naam van de soort is voor het eerst geldig gepubliceerd in 1949 door Gisin.